# Grecia (plaats)
Grecia (betekent letterlijk Griekenland) is een stadje (ciudad) en deelgemeente (distrito) in Costa Rica uit de provincie Alajuela. Het heeft een oppervlakte van 7 km² en een bevolkingsaantal van 15.900 inwoners.
De stad ligt precies 999 m boven de zeespiegel.